# Banua Tonga (Barumun)
Banua Tonga is een bestuurslaag in het regentschap Padang Lawas van de provincie Noord-Sumatra, Indonesië. Banua Tonga telt 618 inwoners (volkstelling 2010).